# Egill Reimers
Egill Reimers, född 18 juli 1878 i Bergen, död 11 november 1946, var en norsk arkitekt. 
Reimers tog 1898 avgångsexamen vid Bergens tekniska skola, studerade 1899–1902 vid tekniska högskolan i München, och intresserade sig särskilt för barockens arkitektur. Han gjorde studieresor i Schweiz, i norra Italien 1900–01, i andra europeiska länder 1907, 1910, 1913 och i Amerika 1918. Från 1904 var han verksam som arkitekt i Bergen och uppförde en rad byhus och villor i staden med omnejd. De har genomgående en intim prägel och ansluter i sin formgivning till rokokons och empirens lokala byggnadstradition. Han fick 1916 första pris i tävlingen om planläggning av från 1920 uppförda universitetsbyggnader i Bergen på det i anslutning till stadens museum liggande området, "Fasting's Minde". I anslutning härtill utförde han 1918 en reglerings- och bebyggelsesplan för området "Florida", där hans institut för geofysik uppfördes. Han ritade även konsertlokal och stadsarkiv i Bergen (uppförda 1920–22).